# Liste der Kulturgüter in Bourg-en-Lavaux
Die Liste der Kulturgüter in Bourg-en-Lavaux enthält alle Objekte in der Gemeinde Bourg-en-Lavaux im Kanton Waadt, die gemäss der Haager Konvention zum Schutz von Kulturgut bei bewaffneten Konflikten, dem Bundesgesetz vom 20. Juni 2014 über den Schutz der Kulturgüter bei bewaffneten Konflikten sowie der Verordnung vom 29. Oktober 2014 über den Schutz der Kulturgüter bei bewaffneten Konflikten unter Schutz stehen.
Objekte der Kategorien A und B sind vollständig in der Liste enthalten, Objekte der Kategorie C fehlen zurzeit (Stand: 1. Januar 2023).

## Kulturgüter
| Foto |                                                                             | Objekt                                                                                            | Kat. | Typ | Standort                                            | Beschreibung |
| ---- | --------------------------------------------------------------------------- | ------------------------------------------------------------------------------------------------- | ---- | --- | --------------------------------------------------- | ------------ |
| ja   | Datei hochladen · Wikidata zu Haus Maillardoz (Q3278866)                    | Maison Maillardoz KGS-Nr.: 06106                                                                  | A    | G   | Grandvaux, Rue Saint-Georges 11 544617 / 149427     |              |
| BW   | Datei hochladen · Wikidata zu Ermitage-Kreis (Q106498655)                   | Cercle de l’Ermitage KGS-Nr.: 16922                                                               | A    | G   | Cully, Route de Vevey 53 546788 / 148947            |              |
| ja   | Datei hochladen · Wikidata zu Kapelle des ehemaligen Spitals (Q29890581)    | Kapelle des ehemaligen Spitals / Chapelle de l’ancien hôpital KGS-Nr.: 06039                      | B    | G   | Cully, Route de Vevey 2 545678 / 148820             |              |
| ja   | Datei hochladen · Wikidata zu Gerechtigkeitsbrunnen (Q29890587)             | Gerechtigkeitsbrunnen / Fontaine de la Justice KGS-Nr.: 06040                                     | B    | K   | Cully, Rue du Temple / Rue Davel 545609 / 148850    |              |
| ja   | Datei hochladen · Wikidata zu Maison Blondel (Q29890600)                    | Maison Blondel KGS-Nr.: 06041                                                                     | B    | G   | Cully, Rue du Temple 10 545506 / 148865             |              |
| ja   | Datei hochladen · Wikidata zu Haus (Q29890590)                              | Haus / Maison KGS-Nr.: 06042                                                                      | B    | G   | Cully, Route de Vevey 1 545667 / 148829             |              |
| ja   | Datei hochladen · Wikidata zu Haus (Q29890594)                              | Haus / Maison KGS-Nr.: 06043                                                                      | B    | G   | Cully, Rue de la Justice 8 545623 / 148895          |              |
| ja   | Datei hochladen · Wikidata zu Haus Buttin-de-Loës (Q29890602)               | Haus Buttin-de-Loës / Maison Buttin-de-Loës KGS-Nr.: 06105                                        | B    | G   | Grandvaux, Sentier des Vinches 2 544512 / 149400    |              |
| ja   | Datei hochladen · Wikidata zu Turm von Gourze (Q3533343)                    | Gourze-Turm / Tour de Gourze KGS-Nr.: 06428                                                       | B    | G   | Riex, Route de la Tour-de-Gourze 26 546441 / 151317 |              |
| ja   | Datei hochladen · Wikidata zu Reformierte Kirche Saint-Saturnin (Q29890584) | Reformierte Kirche Saint-Saturnin / Église réformée Saint-Saturnin KGS-Nr.: 06557                 | B    | G   | Villette, Route de Lausanne 157b.3, 544096 / 149410 |              |
| ja   | Datei hochladen · Wikidata zu Museum Buttin-de Loës (Q27479869)             | Museum Buttin-de-Loës / Musée Buttin-de-Loës KGS-Nr.: 10679                                       | B    | S   | Grandvaux, Sentier des Vinches 2 544521 / 149388    |              |
| ja   | Datei hochladen · Wikidata zu Cully, Route de la Justice 6 (Q29890597)      | Haus mit Resten der ehemaligen Stadtmauer / Maison avec restes de l’ancien rempart KGS-Nr.: 14602 | B    | G   | Cully, Route de la Justice 6 545621 / 148886        |              |
| ja   | Datei hochladen · Wikidata zu Berner Haus (Q29890598)                       | Berner Haus / Maison bernoise KGS-Nr.: 14765                                                      | B    | G   | Villette, Chemin de la Comète 2 543977 / 149559     |              |
| BW   | Datei hochladen                                                             | Berner Haus / Maison bernoise KGS-Nr.: 17454                                                      | B    | G   | Villette, Chemin de Villette 1 544003 / 149572      |              |